# Erodium neuradifolium
Erodium neuradifolium är en näveväxtart som beskrevs av Del. och Dominique Alexandre Godron. Erodium neuradifolium ingår i släktet skatnävor, och familjen näveväxter.

## Underarter
Arten delas in i följande underarter:
- E. n. aegyptiacum
- E. n. linosae